# ሠ
ሠ (شوت Śawt) هو حرف من الأبوگيدا الجعزية منشق من حرف <𐩦> () في كتابة خط المسند ويقابله في العربية حرف الشين وقد انحدر من الصوت الاحتكاكي اللثوي/الأسناني الجانبي المهموس [الإنجليزية] (‎[ɬ]‏) الموجود اليوم فقط في بعض اللغات السامية الجنوبية كصوت مستقل.

## مقابل الحرف في اللغات السامية
| اللغة السامية الأم | الأكّدية | العربية | العربية | الفينيقية | الفينيقية | العبرية | العبرية | الآرامية | الآرامية | الجعزية | الجعزية |
| ------------------ | ------- | ------- | ------- | --------- | --------- | ------- | ------- | -------- | -------- | ------- | ------- |
| ś                  | š       | ش       | š       | š         | š         | شين ‏    | s       | شين ‏     | s        | ሠ       | ś       |